# Der Herr der Ringe: Die Schlacht um Mittelerde
Der Herr der Ringe: Die Schlacht um Mittelerde ist ein Echtzeit-Strategiespiel von EA Los Angeles, welches in der Welt von Der Herr der Ringe spielt. Es erschien 2004 für Windows. Im März 2006 erschien der zweite Teil Der Herr der Ringe: Die Schlacht um Mittelerde 2, zu dem im November 2006 ein Add-on folgte.

## Handlung
Im Strategiespiel Die Schlacht um Mittelerde (SuM) spielt man die Handlung der drei Der-Herr-der-Ringe-Filme nach. In den zwei Einzelspielerkampagnen spielt man entweder die gute Seite (Rohan und Gondor) oder die böse Seite (Mordor und Isengart).
In den beiden Kampagnen kann man alle wichtigen Schlachten der Film-Trilogie nachspielen. Optional kann man auch noch sämtliche Landstriche Mittelerdes befreien. Diese müssen nicht unbedingt befreit werden, es bringt jedoch Erfahrungspunkte und andere Boni ein. Neben den zwei Solokampagnen gibt es auch noch einen Multiplayer-Part, in welchem man wahlweise gegen menschliche Gegner im Internet oder gegen den Computer spielen kann und einen Modus, in dem man auf einer ausgewählten Karte ein Gefecht gegen Computergegner austrägt. Am 31. Dezember 2010 wurden jedoch die offiziellen EA-Server heruntergefahren.

## Spielprinzip
Die Kampagnen sind zweigeteilt. Auf einer Karte von Mittelerde kann der Spieler die Armee auswählen, die angreifen soll, und die Region, die angegriffen werden soll. Jede besetzte Region bringt dem Spieler Boni in Form höherer Rohstoffe, Kommandopunkte oder Punkte für Spezialfertigkeiten. Sobald eine Region angegriffen wird, wechselt das Spiel in den Kampfmodus.

### Der Kampfmodus
In Die Schlacht um Mittelerde hat jeder Spieler am Anfang des Spiels eine Festung, Lager oder Vorposten zur Verfügung. Diese bestehen zu Beginn aus einem Hauptgebäude sowie, bei den guten Fraktionen, einer Mauer. Zusätzlich hat man je nach Größe des Lagers zwischen drei und zwölf Bauplätze zur Verfügung. Diese Bauplätze kann man nach Wahl mit Kasernen, Abwehranlagen oder mit Gebäuden, die Rohstoffe sammeln, aufrüsten. Auf den Karten befinden sich meistens noch freie Lager, die vom Spieler eingenommen und ebenfalls bebaut werden können.
Parallel zum Festungsausbau geht es darum eine Armee zu schaffen und den Gegner auszulöschen. Jede Fraktion hat verschiedene Einheiten. Mordor zum Beispiel führt zu Beginn nur schwächliche Orks in die Schlacht, nach einigen Upgrades verfügen sie jedoch über die stärksten Einzeleinheiten des Spiels (Olifanten, Gebirgstrolle, Haradrim).

### Kommandopunkte
Ein wesentlicher Bestandteil des Gameplays sind die Kommandopunkte, die die Anzahl der eigenen Einheiten begrenzen. Dadurch soll verhindert werden, dass der Spieler eine riesige Armee baut und den Gegner einfach überrennt. Ein Bataillon Rohirrim-Krieger, das aus fünf Einheiten besteht, verbraucht z. B. 20 Kommandopunkte. Die Kommandopunkte lassen sich durch Boni bei gewonnenen Schlachten erhöhen; bei der guten Fraktion auf 300, bei der bösen Fraktion auf 600. 
Dieser große Kontrast wird im Spiel dadurch ausgeglichen, dass die gute Fraktion nicht nur die durchschnittlich stärkeren Einheiten besitzt, sondern auch noch über zahlreiche Helden verfügt. Helden sind übermächtige Einheiten, die aus den Büchern bekannt sind (z. B. Legolas, Gandalf, Faramir oder Frodo). Zwar ist man bei der bösen Fraktion auch im Besitz manches Helden, in der Regel taucht bei ihr aber nur ein Held zur gleichen Zeit auf, während bei Gondor gegen Ende des Spiels vier Helden gleichzeitig gesteuert werden können. Im Spiel können Helden zahlreiche Spezialangriffe erlernen, die verheerenden Schaden anrichten, allerdings auch nur in bestimmten Zeitabständen verfügbar sind. Diese Angriffe werden durch rollenspielähnliche Stufenaufstiege erlernt:

### Erfahrung
Jeder Held, jede Einheit und fast jedes Gebäude sammelt Erfahrung. Bei Helden und Einheiten geschieht dies durch den Kampf, bei produzierenden Gebäuden durch das Herstellen von Einheiten und bei Wirtschaftsgebäuden durch das Herstellen von Rohstoffen. Durch einen Stufenaufstieg werden zahlreiche Vorteile erlangt, ein Soldatenbataillon z. B. auf Level 2 erstellt verstorbene Einheiten mit der Zeit neu, eine „Gondor-Schmiede“ auf Level 2 kann Waffen-Upgrades entwickeln und ein „Gondor-Schießstand“ auf Level 2 kann Bogenschützen mit Feuerpfeilen ausstatten. Außerdem erhalten Einheiten bessere Angriffswerte, Gebäude bessere Verteidigungs- und Produktionswerte. Der Spieler darf die Einheiten, die am Ende einer Mission noch am Leben sind, mit in die nächste übernehmen. Auf diese Weise ist es möglich, den Level der eigenen Einheiten durch das gesamte Spiel hindurch kontinuierlich zu steigern.

### Spezialfähigkeiten
Ein zweiter wichtiger Aspekt sind mächtige Zauber, die dem Spieler zur Verfügung stehen. Diese kann man mit Erfahrungspunkten kaufen, welche man durch das Gewinnen von Missionen erlangt.

## Rezeption
Bei den Game Critics Awards 2004 wurde das Spiel in der Kategorie „Bestes Strategiespiel“ ausgezeichnet.
Am 2. März 2006 veröffentlichte Electronic Arts die Fortsetzung Der Herr der Ringe: Die Schlacht um Mittelerde 2, die sich inhaltlich mit den Schlachtfeldern abseits der Romanhandlung beschäftigt, in der Region des nördlichen Nebelgebirges und des Düsterwaldes. Im Juli 2006 wurde das Spiel außerdem auf die Xbox 360 portiert und im November 2006 das Add-on Der Aufstieg des Hexenkönigs veröffentlicht, das den Untergang des nördlichen Menschenreichs als Thema hat und zeitlich vor den Ereignissen des Ringkriegs liegt.